# María Rojo

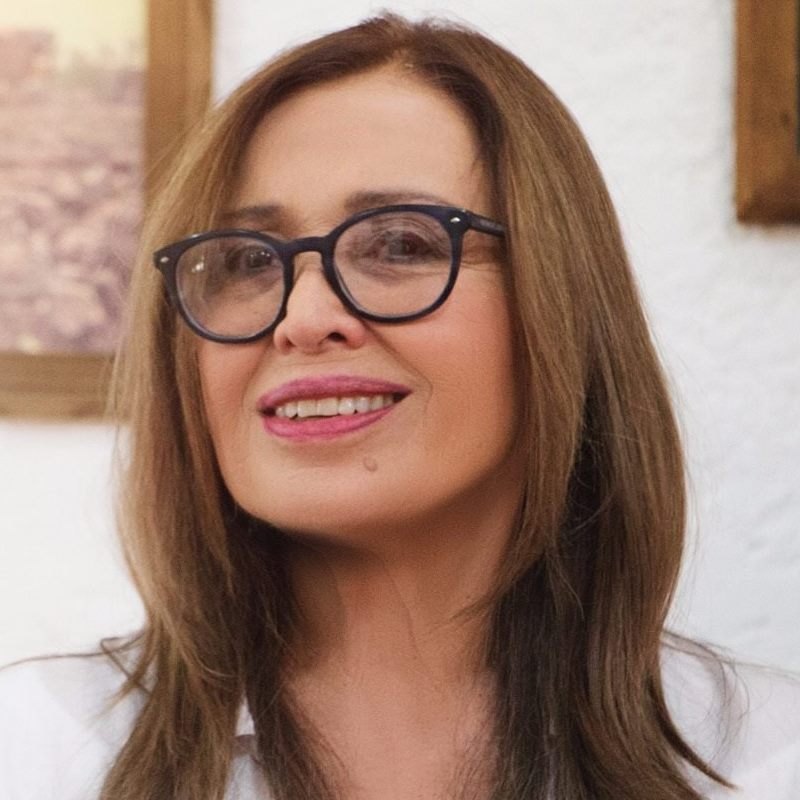
María Rojo, 2018

María Rojo (voller Name: María de Lourdes Rojo e Incháustegui; * 15. August 1943 in Mexiko-Stadt) ist eine bedeutende mexikanische Schauspielerin. Sie ist zudem Mitglied der Partido de la Revolución Democrática und sitzt seit 2006 für diese im mexikanischen Senat.

## Leben und Werk
María Rojo begann ihr schauspielerische Karriere in der Fernsehserie Teatro fantástico im Jahr 1955. Ein Jahr später spielte sie in Besos prohibidos erstmals in einem Kinofilm mit. Es folgten weitere Auftritte in Fernsehserien. In den 1970er-Jahren spielte sie vermehrt in Kinofilmen mit wie etwa Los cachorros und El apando. 1979 spielte sie die Hauptrolle in Jaime Humberto Hermosillos Film María de mi corazón. In den 1980er-Jahren war sie überwiegend als Schauspielerin fürs Kino tätig. Rojo spielte 1989 die Hauptrolle in Rojo amanecer, wofür sie 1991 ihren einzigen Premio Ariel gewann. 1991 spielte sie in dem erfolgreichen Film Die Hausaufgabe mit, was ihren Aufstieg zu einer der bedeutendsten mexikanischen Schauspielerinnen unterstützte. Die 1992 gedrehte Fortsetzung konnte jedoch den Erfolg nicht wiederholen. Im Jahr 1991 spielte sie dafür aber in María Novaros Film danzón mit, der erfolgreich war. Für ihre Darstellung in ihm wurde sie ausgezeichnet. 1994  spielte María Rojo in Jorge Fons El Callejón de los Milagros an der Seite von Salma Hayek. Bis heute dreht Rojo Filme. 2010 war sie in El Narco – Willkommen in der Drogenhölle zu sehen.
Sie ist Mitglied der Partido de la Revolución Democrática, für die sie ab 2006 im Senat saß.
Im Jahr 2018 wurde sie in die Academy of Motion Picture Arts and Sciences berufen, die jährlich die Oscars vergibt.

## Auszeichnungen
María Rojo gewann im Jahr 1991 den Premio Ariel als beste Schauspielerin für ihre Rolle in Rojo amanecer. Daneben war sie vier weitere Male für den Preis nominiert, drei Mal als beste Schauspielerin, einmal als beste Nebendarstellerin. 1991 gewann Rojo beim Valladolid International Film Festival den Preis als beste Hauptdarstellerin für ihre Leistung in dem Film Danzón. Für denselben Film erhielt sie zudem 1992 den Premio ACE als beste Schauspielerin. Im selben Jahr wurde Rojo auf dem Havana Film Festival als beste Schauspielerin für ihre Rolle La tarea pohibita ausgezeichnet. Im Jahr 1998 wurde sie beim Toulouse Latin America Film Festival mit einer speziellen Erwähnung für ihre herausragende schauspielerische Leistung in De noches vienes, Esmeralda gewürdigt. María Rojo wurde im Jahr 2001 auf dem Chamizal Independent Film Festival für ihr Lebenswerk ausgezeichnet.

## Filmografie
- 1956: Besos prohibidos
- 1969: Los recuerdos del porvenir
- 1976: Lo mejor de Teresa
- 1979: María de mi corazón
- 1983: Bajo la metralla
- 1986: Las inocentes
- 1988: El otro crimen
- 1989: Rojo amanecer
- 1991: Die Hausaufgabe
- 1991: Infamia
- 1991: Danzón
- 1992: La tarea prohibida
- 1994: Amor que mata
- 1994: El Callejón de los Milagros
- 1996: De muerte natural
- 1997: De noche vienes, Esmeralda
- 2001: Demasiado amor
- 2008: Todos hemos pecado
- 2010: El Narco – Willkommen in der Drogenhölle (El infierno)
- 2024: Wir waren Könige